# فتنة مقتل عثمان
فتنة مقتل عثمان أو الفتنة الكبرى وتُعرف كذلك بـالفتنة الأولى هي مجموعة من القلاقل والاضطرابات والنزاعات أدت إلى مقتل الخليفة عثمان بن عفان في سنة 35 هـ، ثم تسببت في حدوث نزاعات وحروب طوال خلافة علي بن أبي طالب.
ونتيجة لجور الولاة في مصر والكوفة والبصرة ورفض  الخليفة عثمان بن عفان عزلهم كثر المعارضون الناقمون على الخليفة فتكاتبوا من أمصارهم في القدوم إلى المدينة المنورة فخرج الثوار من مصر ومعهم الصحابي عبد الرحمن بن عديس ومن الكوفة ومعهم التابعي 
زياد بن النضر الحارثي ومن البصرة ومعهم الصحابي حرقوص بن زهير السعدي
 وما إن وصلت وفود المعارضين إلى ضواحي المدينة حتى حاصروا دار الخليفة  حصاراً شديداً حتى بلغ الأمر ذروته فاقتحم الثائرون الدار، وتشابكوا مع أهله، ودخلوا على الخليفة عثمان بن عفان فقتلوه في18 من ذي الحجة سنة 35هـ

## بداية الفتنة
لم يغير عثمان بن عفان الولاة الذين عينهم عمر بن الخطاب عند توليه الخلافة؛ وذلك لوصية عمر بأن يبقي على ولاته في مناصِبهم لمدة سنة بعد وفاته، خِشية من تغيير مُستعجل، يضطرب له أمر المسلمين.
وكان ولاة عمر على الأمصار:
- على مكة نافع بن عبد الحارث الخزاعي
- على الطائف سفيان بن عبد الله الثقفي
- على صنعاء يعلى بن أمية
- على الكوفة المغيرة بن شعبة
- على البصرة أبو موسى الأشعري
- على مصر عمرو بن العاص
- على حمص عمير بن سعد
- على دمشق معاوية بن أبي سفيان
- على فلسطين عبد الرحمن بن علقمة
- على البحرين عثمان بن أبي العاص الثقفي

وأغلب هؤلاء الولاة ليسوا من قريش، وليس فيهم أحد من عشيرة عمر. حيث كان عمر يختار ولاته على أساس الكفاءة، وكان يراقب عماله في أمور الدين والدنيا، ولا يتأخر في عزل من ثبت تقصيره. ثم بعد ذلك قام عثمان بمباشرة سلطته في العزل والتولية. كانت الولايات تختلف فيما بينها من ناحية الأهمية اختلافاً شديداً. فكان لبعضها خطر سياسي وإداري وعسكري وهي تلك الولايات البعيدة التي حُرِّرت من السيطرة الرومية والفارسية وهي أربع ولايات: الشام ومصر والكوفة والبصرة.
وكانت كل واحدة من هذه الولايات تواجه جبهة مفتوحة نتيجة الفتوحات الإسلامية المستمرة. وتُقاد من هذه الولايات جيوش المسلمين المنطلقة إلى التحرير في الجهات الثلاثة. فكان بحر وبلاد الروم في مواجهة الشام، وكان البحر وبلاد إفريقية في مواجهة مصر، وكان ما لم يُفتح بعد من بلاد فارس أمام الكوفة والبصرة. إذن لا ريب أن تكون هذه الولايات الأربع، موطن القوة الإسلامية العسكرية. إضافة لذلك فقد كانت هذه الولايات مصدراً لثراء المسلمين وفيها حضارات مستقرة، وأراضِ خصبة، وكان تأتي منها كل غنائم الفتوحات الإسلامية في الشرق والغرب والشمال.
فنجد أن الخارجين من المدينة كانوا يتوجهون إلى هذه الأقاليم الأربعة. حيث كان الصالحون يلتمسون بها ثواب الآخرة في الجهاد والمشاركة في فتوحات المسلمين، وكان الذين يقصدون مواطن الثراء ويتكسبون رزق الدنيا، يتقلبون في تلك الأقاليم بين التجارة والزراعة وغير ذلك.
لم يُلقِ عثمان أهمية للولايات التي لم يكن لها خطر سياسياً أو عسكرياً. وأبقى على ولاة عمر في تلك الولايات ولم يغير منهم إلا القليل. إلا أنه سارع في تغيير الولاة في الولايات الخطرة فور انتهاء العام الأول من حكمه. وفيما يلي ذكر مجريات الأحداث في هذه الولايات:

### الكوفة
من أوائل التغييرات السياسية التي قام بها عثمان هو عزل المغيرة عن الكوفة وتولية سعد بن أبي وقاص عليها سنة 24 هـ، وكان هذا التعيين بسبب وصية سابقة لعمر بن الخطاب. إلا أن إمارة سعد على الكوفة لم تستمر طويلاً. حيث اضطر عثمان إلى عزل سعد اضطراراً.
وقد كان سبب عزل سعد هو خلاف حدث بينه وبين عبد الله بن مسعود المسؤول عن بيت المال. حيث اقترض سعد من بيت المال وأعطى به على نفسه صكاً. فطلب مِنه عبد الله بن مسعود بعد فترة أن يؤدي دينه، فطلب سعد منه أن ينتظر حتى يتيسر له المال. الأمر الذي رفضه ابن مسعود، فنشب شِجار بينهم، انتهى بوصول الأمر لعثمان الذي سارع بعزل سعد وولى بدلاً مِنه الوليد بن عقبة سنة 26 هـ.
لم يكن أهل الكوفة يطمئنون للوليد. لأنه كان من المذمومين في عهد رسول الله ونزل ذمه في القرآن. حيث غش الرسول وكذب عليه، وأنزل الله فيه قراناً فقال ﴿يَا أَيُّهَا الَّذِينَ آمَنُوا إِنْ جَاءَكُمْ فَاسِقٌ بِنَبَإٍ فَتَبَيَّنُوا أَنْ تُصِيبُوا قَوْمًا بِجَهَالَةٍ فَتُصْبِحُوا عَلَى مَا فَعَلْتُمْ نَادِمِينَ ۝٦﴾ [الحجرات:6] وكان هذا الفاسق المقصود هو الوليد.
والوليد هو أخ عثمان بن عفان من أمه، وقد تكون هذه القرابة هي التي جعلت الوليد مفضلاً على بقية أعلام المسلمين في إمارة أحد أخطر الأمصار وهي الكوفة. استاء أهل الكوفة من تولية الوليد عليهم فهم لم يكونوا يرون فيه الحاكم الكُفء، ولا صاحب الدين المستقيم. حتى صلّى بالناس وهو سكران، فذهب وفد من أهل الكوفة يشهد على الوليد بمعاقرة الخمر وجاؤوا بخاتمه الذي استلوه من يده وهو سكران دليلاً على ذلك. الأمر الذي أثار غضب عثمان وعلي بن أبي طالب وكبار أعيان المدينة فقام بعزل الوليد وأتى به إلى المدينة حيث أقام عليه الحد. ونفذ فيه حكم الجلد الإمام علي.
وما كان من عثمان إلا أن ولّى على الكوفة سعيد بن العاص بدلاً عن الوليد سنة 30 هـ. استقبل أهل الكوفة سعيداً بكل رحابة وكانت الأمور تنبئ بخير بما كان من توافق بين الأمير ورعيته. إلا أن هذا الحال التوافقي لم يستمر طويلاً قبل أن يُعكره سعيد بن العاص نفسه، ففي عام 33 هـ وفي أحد الليالي عندما كان الأمير جالساً مع كبار أهل الكوفة قال في خضم جدال طويل «إنما السواد بستان لقريش» (يعني أن أرض العراق ملك لقريش) الأمر الذي أغضب كبار أهل الكوفة الذين لم يتأخروا بالرد عليه وقالوا: «إنما السواد فَيْءٌ أفاءه الله علينا، وما نصيب قريشٍ منه إلا كنصيب غيرها من المسلمين». فغضب صاحب الشرطة لأن القوم ردوا رداً غليظاً على الأمير. فحدث تشاجر واشتباك بالأيدي أدى إلى ضرب صاحب الشرطة وإغمائه.
كتب سعيد بن العاص إلى عثمان بما حدث. فأرسل عثمان أمره بإخراج الذين ردوا على الأمير ونفيهم إلى الشام عند معاوية لاستصلاحهم. وبالفعل أُبعد هؤلاء القوم عن الكوفة، ووصلوا إلى معاوية الذي أحسن معاملتهم. وظل معاوية يدخل عليهم، فيناظرهم ويعظهم ويذكرهم في فضل قريش على العرب فلم يقنعوا له، وردوا عليه قائلين بأن الإسلام لا يعرف لقريش فضلاً غير أن النبي بعث منهم. وأن انبعاث النبي من قريش لا يبيح لها التحكم في رقاب الناس. كما أن لا حق لقريش بأن تمتاز عن بقية العرب، فكل الناس في الإسلام سواسية، بل إنهم طلبوا منه ان يعتزل الإمارة إلى من هو أقدم منه للإسلام عهداً، وأكرم منه أباً، وأجدر منه أن يقيم حدود الله.
ويظهر أن معاوية قد خاف منهم أن يحرضوا أهل الشام عليه. فكتب إلى عثمان يطلب منه إبعادهم عنه وإعادتهم إلى الكوفة. فقبل عثمان بذلك. لم يكادوا يعودون إلى الكوفة حتى أطلقوا لسانهم في سعيد بن العاص وعادت المشاحنات بينهم وبينه، فأعاد سعيد الكتابة إلى عثمان، يشكو له منهم، ويطلب منه إبعادهم عنه. فأمر عثمان بنفيهم مرة أخرى، لكن هذه المرة كان النفي إلى الجزيرة عند عبد الرحمن بن خالد بن الوليد.
تلقاهم عبد الرحمن على عكس معاوية. فجعل يسومهم الخسف ويعظم لهم أمر نفسه وأمر أبيه وأمر قريش، لا بالمناظرة والحجج الدينية، وإنما بالقول الغليظ والسيرة التي هي أغلظ من القول. وصار لا يركب إلا وجعلهم يمشون خلفه، يؤنبهم ويزجرهم ويذلهم ويجعلهم للناس نكالاً. فعندما زاد في أذيتهم أظهروا له الطاعة والقبول بسيادة قريش وتميزهم على العرب. وأرسلوا إلى عثمان مالك بن الحارث الأشتر يبين له طاعتهم فقبل عثمان ذلك، لكنهم ظلوا مُقيمين عند عبد الرحمن لكن إقامتهم لم تطل.
حيث قدم سعيد على عثمان في المدينة، فاستغل أهل الكوفة خروج سعيد منها فتجمعوا وأقسموا أن لا يدخلها سعيد مرة أخرى وكتبوا إلى أصحابهم المنفيين عند عبد الرحمن، ففروا من عبد الرحمن وأقبلوا مسرعين حتى دخلوا الكوفة. فكتب زعيم المنفيين العائدين إلى الكوفة كتابا إلى عثمان جاء فيه:
فقبل عثمان بولاية أبو موسى مضطراً. وكان أبو موسى يمنيا من أصحاب النبي، ولاه عمر البصرة.

### مصر
كان عمر بن الخطاب قد مات وعلى مصر عمرو بن العاص والياً عليها. فما كاد بعض الوقت من ولاية عثمان ينقضي حتى جعلت قرابة عثمان تنظر إلى أحد أهم أمصار المسلمين نظرة لا تخلو عن الطمع والطموح إليها. وكانت مصر جبهة مفتوحة إلى إفريقية حيث لم يُقصِّر عمرو في غزوها لفتحها والعودة من غزواته محملاً بالغنيمة، متولياً مهمة فتح البلدان المجاورة طيلة سنين، إلا أن عثمان سرعان ما قرر كف عمرو بن العاص عن غزو إفريقية، وأرسل جيشاً لا يذعن لسلطان الوالي بمصر، وإنما يتصل بالمدينة مباشرة، متخطياً عمرو بن العاص على غير المألوف. حيث أن قادة الأمصار هم من يتولون قيادة الغزوات والفتوحات عادة. وكان المكلف بقيادة هذا الجيش عبد الله بن سعد بن أبي سرح وهو أخو عثمان من الرضاعة. ووعده بأنه لو استطاع فتح إفريقية فله خمس الخمس (أي 4%) من الغنيمة.
ومن الطبيعي أن يغضب عمرو لهذا التهميش. لأن عثمان قد خص عبد الله به عن نظرائه من العمال. فلم يكن عثمان يرسل الجيوش من قبله مباشرة إلى الثغور. وإنما كان ذلك إلى العمال حيث يغزو معاوية الروم ويغزو عامل البصرة والكوفة فارس.
وقد نجح عبد الله بن أبي سرح في فتح الأراضي الواسعة من إفريقية والمجيء منها بعظيم الغنائم، وما إن انتهى من غزوه ولّاه عثمان خراج مصر (المسؤلية المالية للبلاد) تاركاً لعمرو بن العاص مسؤليتها العسكرية. وكان لابد من حدوث الاختلاف بين عمرو وعبد الله. فكتب كلاهما إلى عثمان يشكو الآخر، وما كان من عثمان إلى أن عزل عمرو بن العاص عن مصر، وسلمَ عبد الله بن أبي سرح إمارة مصر كلها عام 27 هـ.
لم يكن عبد الله بن سعد بن أبي سرح رجل صدق، ولم يكن المسلمون يرضون عنه، فهو كان من الذين اشتدوا على النبي وأسرفوا في السخر منه، وقد ارتد بعد إسلامه، وأعلن كشفه عن زيف نبوة محمد، وأحل الرسول دمه، وكاد يقتله عند فتح مكة، لولا شفاعة عثمان له وإعلان إسلامه. ولا يوجد شك في كون سيرة عبد الله في مصر قد أصابت أهلها بالسخط عليه. فكان يكلفهم فوق ما يطيقون ويتحملون ويتشدد فيهم، حتى شكوه إلى عثمان. فكتب عثمان له يأمره بالرفق في رعيته فلم يحفل بذلك، وإنما عاقب الذين شكوه وضرب منهم رجلاً حتى قتله، وبذلك غضب أهل مصر غضباً عظيماً وغضب معهم أعيان الإسلام في المدينة.

### الشام
كان معاوية بن ابي سفيان أعظم الولاة حظاً من كل شيء في أيام عثمان. فكان عُمر قد ولى معاوية حكم دمشق، وولى أخاه يزيد بن أبي سفيان حُكْم الأردن، وعندما مات يزيد ضم عمر الأردن إلى سلطة معاوية، فاتسعت بذلك سلطاته. وبعد موت عمر، كان معاوية من المقربين لعثمان، حيث أن معاوية هو ابن عم عثمان، فلم يقم بتغييره. بل على العكس، حيث ضم إلى سلطته الكبيرة: فلسطين، بعد موت حاكمها عبد الرحمن بن علقمة، وقام بعزل عمير بن سعد الأنصاري حاكم حمص، وضمها إلى معاوية أيضاً. وبذلك اجتمعت عند معاوية الأجناد الأربعة وبسط قوته على بلاد الشام كلها، ليصبح ذا سلطة عالية لا ينافسه فيها أحد.
وقد طال حكم معاوية للشام، فأحبه أهل الشام، وأصبح لطول ولايته وحسن تدبيره لأمور رعيته، أشبه بالملك منه بالوالي. وكان عثمان إذا ما أراد أن يُسَيِّر أحد من المخالفين له والمعارضين لسياسته، فإنه كان يرسلهم إلى الشام عند معاوية، فقد كان حزم معاوية هو الملجأ الذي كان عثمان يلجأ إليه إذا أراد تأديب المُعارضين له. ويبدو أن معاوية كان حازماً حتى على عثمان نفسِه. فهو كان يلتقي المنفيين الذين يرسلون إليهم لإصلاحهم، فاذا لم يقدر عليهم طلب من عثمان أن يخرجهم من عنده، ولم يكن عثمان يرد له طلباً.

### البصرة
كان أبو موسى الأشعري عامل عمر على البصرة. وأبقاه عثمان على حكمه أعواماً. والكثرة من أهل البصرة مُضَرّية، وفيهم ربيعيون، وفيهم قلة من اليمانية، -ولأمر ما- أحب عمر أن يولي رجلاً من اليمن على البصرة، وكثرة أهلها مضرية، وأن يولي رجلا ثقفيًا وهو المغيرة بن شعبة على الكوفة؛ وكثرة أهلها يمانية؛ يريد بذلك أن يقاوم العصبية القبلية حتى يزيلها.
كان أبو موسى رجلاً من أصحاب النبي مقدماً فيهم، وقد استقامت أمور البصرة في عهده أعواماً، لم يشتك فيها أهل البصرة من أميرهم، ولم يشكُ الأمير من رعيته. ولكن يبدو أن العصبية القبلية (والقرشية بالأخص) قد عادت في زمن عثمان. فقد كانت ثلاثة من الولايات الأربعة الكبرى يليها أمراء من قريش أقرباء لعثمان: الوليد بن عقبة في الكوفة وبعده سعيد، ومعاوية بن أبي سفيان في الشام، وعمرو بن العاص في مصر وبعده عبد الله بن سعد بن أبي سرح.
فلم يبق إلا ولاية واحدة من هذه الولايات الكبرى، لم يُلِ أمره أموي ولا قرشي، وإنما وليه رجل من أهل اليمن، فكان مركز أبي موسى بين هؤلاء الولاة غريباً شاذاً، حيث أنه اليمني الوحيد الذي يَلِيَ ولاية ذات خطر. حتى جاء في أحد الأيام رجلٌ مضريٌ من بني ضبة، هو أحد كبار المرتدين عن الإسلام في عهد الصديق أبي بكر ومن أتباع المتنبئة (سجاح) زوجة (مسيلمة الكذاب)، وهو أحد المعاقَبين عقاباً شديداً من أبي موسى الأشعري نفسه لفسقه ولفسق قبيلته ضبة بأمر من الفاروق عمر، اسمه غيلان بن خرشة الضبي فقال لعثمان: «أما لكم صغير فتستشبوه فتولوه البصرة؟ حتى متى يلي هذا الشيخ البصرة؟» ويبدو أن غيلان لم يكن وحده، بل كان معه مجموعة من قبيلة ضبة من أهل البصرة اشتكوا أيضاً على أبي موسى. والذي يظهر من سياق الخبر أنه لم يكن يعرفه مثل معرفة عمر له، أو أن عثمان رضي الله عنه كان يوقر رؤساء القبائل ويسمع لقولهم. فسارع عثمان في عزل أبي موسى وتولية ابن خاله عبد الله بن عامر بن كريز عام 29 هـ، فدخل البصرة والياً عليها وهو ابن خمس وعشرين عاماً.

### السياسة المالية
كانت السياسة المالية لعثمان من أكثر الأمور التي أثارت الرأي العام:
1- إن عثمان كان ذا ثروة عظيمة، وكان وَصُولاً للرحم. يصلهم بصلات وفيرة، فنقم عليه، وقالوا بأنه إنما كان يصلهم من بيت المال، وعثمان قد أجاب عن موقفه هذا بقوله: وقالوا إني أحب أهل بيتي وأعطيهم، فأما حبي لهم فإنه لم يُمِل معهم إلى جَوْر، بل أحمل الحقوق عليهم، وأما إعطاؤهم فإني إنما أعطيهم من مالي، ولا أستحل أموال المسلمين لنفسي ولا لأحد من الناس، وقد كنت أعطي العطية الكبيرة الرعية من صلب مالي أزمان رسول الله صلى الله عليه وسلم وأبي بكر وعمر، وأنا يومئذ شحيح حريص، أفحين أتيت على أسنان أهل بيتي وفني عمري وودعت الذي لي في أهلي قال الملحدون ما قالوا؟.
وكان عثمان قد قسم ماله وأرضه في بني أمية، وجعل ولده كبعض من يعطي، فبدأ ببني أبي العاص فأعطى آل الحكم رجالهم عشرة آلاف، فأخذوا مائة ألف، وأعطى بني عثمان مثل ذلك، وقسم في بني العاص وفي بني العيص وفي بني حرب. فهذه النصوص وغيرها مما اشتهر عنه، وما صح من الأحاديث في فضائله الجمة، تدل على أن كل ما قيل فيه من إسرافه في بيت المال وإنفاق أكثره على نفسه وأقاربه وقصوره هي حكايات بدون زمام ولا خطام، يطول ذكرها، هي من المفترى عليه، مع براءة عثمان مما نسب إليه، قال تقي الدين بن تيمية: إن سهم ذوي القربى ذهب بعض الفقهاء إلى أنه لقرابة الإمام كما قال الحسن وأبو ثور، وأن النبي صلى الله عليه وسلم كان يعطي أقاربه بحكم الولاية، فذوو القربى في حياة النبي صلى الله عليه وسلم ذوو قرباه، وبعد موته هم ذوو قربى من يتولى الأمر بعده؛ وذلك لأن نصر ولي الأمر والذب عنه متعين، وأقاربه ينصرونه ويذبون عنه ما لا يفعله غيرهم. وقال: وبالجملة، فعامة من تولى الأمر بعد عمر كان يخص بعض أقاربه إما بالولاية أو بمال وقال: إن ما فعله عثمان في المال له ثلاثة مآخذ: أحدها: أنه عامل عليه والعامل يستحق مع الغنى، والثاني: أن ذوي القربى هم ذوو قربى الإمام، والثالث: أن قرابة عثمان كانوا قبيلة كبيرة كثيرة ليسوا مثل قبيلة أبي بكر وعمر، فكان يحتاج إلى إعطائهم وولايتهم أكثر من حاجة أبي بكر وعمر إلى تولية أقاربهما وإعطائهم.. وهذا مما نقل عن عثمان بن عفان الاحتجاج به.
2- جاء في تاريخ الطبري أن عثمان لما أمر عبد الله بن سعد بن أبي سرح بالزحف من مصر على تونس لفتحها قال له: إن فتح الله عليك بإفريقية فلك مما أفاء الله على المسلمين خمس الخمس من الغنيمة نفلا، فخرج بجيشه، حتى قطعوا أرض مصر وأوغلوا في أرض إفريقية وفتحوها وسهلها وجبالها، وقسم عبد الله على الجند ما أفاء الله عليهم وأخذ خمس الخمس، وبعث بأربعة أخماسه إلى عثمان مع ابن وثيمة النضري، فشكى وفد ممن كان معه إلى عثمان ما أخذه عبد الله، فقال لهم عثمان: إنما أمرت له بذلك، فإن سخطتم فهو رد. قالوا: إنا نسخطه، فأمر عثمان عبد الله أن يرده فرده. وقد ثبت في السنة تنفيل أهل الغناء والبأس في الجهاد.
3- وكان قد بقى من الأخماس والحيوان -في فتح أفريقية- ما يشق حمله إلى المدينة، فاشتراه مروان بمائة ألف درهم، ونقد أكثرها وبقيت منه بقية، وسبق إلى عثمان مبشرا بالفتح، وكانت قلوب المسلمين في غاية القلق خائفة من أن يصيب المسلمين نكبة من أمر أفريقية، فوهب له عثمان ما بقي جزاء بشارته. وللإمام أن يعطي البشير ما يراه لائقاً بتعبه وخطر بشارته، هذا هو الثابت في عطية عثمان لمروان، وما ذكروه من إعطائه خمس أفريقية فكذب. لقد كان عثمان شديد الحب لأقاربه، ولكن ذلك لم يُمل به إلى غشيان مُحرم، أو إساءة السيرة والسياسة في أمور المال أو غيرها، وإنما دست في كتب التاريخ أكاذيب باطلة كان خلفها الدعاية السبئية والشيعية الرافضية ضد عثمان .
إن سيرة عثمان في أقاربه تمثل جانباً من جوانب الإسلام الكريمة الرحيمة لقوله تعالى: «ذَلِكَ الَّذِي يُبَشِّرُ اللهُ عِبَادَهُ الَّذِينَ آمَنُوا وَعَمِلُوا الصَّالِحَاتِ قُل لاَّ أَسْأَلُكُمْ عَلَيْهِ أَجْرًا إِلاَّ الْمَوَدَّةَ فِي الْقُرْبَى وَمَن يَقْتَرِفْ حَسَنَةً نَّزِدْ لَهُ فِيهَا حُسْنًا إِنَّ اللهَ غَفُورٌ شَكُورٌ» [سورة الشورى: 23]، وقوله جل ثناؤه: «وَآتِ ذَا الْقُرْبَى حَقَّهُ وَالْمِسْكِينَ وَابْنَ السَّبِيلِ وَلاَ تُبَذِّرْ تَبْذِيرًا» [سورة الإسراء: 26] كما أنها تمثل جانباً عملياً من سيرة المصطفى صلى الله عليه وسلم؛ فقد رأى من رسول الله صلى الله عليه وسلم وعلم من حاله ما لم ير أو يعلم غيره من منتقديه، وعقل من الفقه ما لم يعقله مثله من جمهرة الناس، وكان مما رأى شدة حب رسول الله صلى الله عليه وسلم على أقاربه وبره لهم وإحسانه إليهم، وقد أعطى عمه العباس ما لم يعط أحداً عندما ورد عليه مال البحرين. وولّى علياً وهو ابن عمه وصهره، ولعثمان وسائر المؤمنين في رسول الله صلى الله عليه وسلم أعظم القدوة.
يقول ابن كثير: «وقد كان عثمان كريم الأخلاق ذا حياء كثير، وكرم غزير، يؤثر أهله وأقاربه في الله تأليفا لقلوبهم من متاع الدنيا الفاني، لعله يرغبهم في إيثار ما يبقى على ما يفنى، كما كان النبي صلى الله عليه وسلم يعطي أقواما ويدع آخرين إلى ما جعل في قلوبهم من الهدى والإيمان، وقد تعنت عليه بسبب هذه الخصلة أقوام، كما تعنت بعض الخوارج على رسول الله صلى الله عليه وسلم في الإيثار فعن جابر بن عبد الله -رضي الله عنهما- قال: بينما رسول الله صلى الله عليه وسلم يقسم غنيمة بالجعرانة. إذ قال له رجل: اعدل، فقال: «شقيت إن لم أعدل». ويحتج عثمان لبره أهل بيته وقرابته مخاطبا مجلس الشورى بقوله: أنا أخبركم عني وعما وليت، إن صاحبيّ اللذين كانا قبلي ظلما أنفسهما ومن كان منهما سبيل احتسابا، وإن رسول الله صلى الله عليه وسلم كان يعطي قرابته وأنا في رهط أهل عيلة وقلة معاش، فبسطت يدي في شيء من ذلك لما أقوم به فيه، فإن رأيتم ذلك خطأ فردوه. »
وقد رد ابن تيمية على من اتهم عثمان بتفضيله أهله بالأموال الكثيرة من بيت المال فقال: «وكان يؤثر أهله بالأموال الكثيرة من بيت المال حتى أنه دفع إلى أربعة نفر من قريش زوجهم بناته أربعمائة ألف دينار، ودفع إلى مروان ألف ألف دينار (مليون دينار)، فالجواب يقال: أين النقل الثابت بهذا؟!! نعم كان يعطي أقاربه ويعطي غير أقاربه أيضا، وكان يحسن إلى جميع المسلمين، وأما هذا القدر الكثير فيحتاج إلى نقل ثابت، ثم يقال ثانيًا: هذا من الكذب البين، فإنه لا عثمان ولا غيره من الخلفاء الراشدين أعطوا أحدا ما يقارب هذا المبلغ) .»

## عبد الله بن سبأ
يعتقد أهل السنة أن سبب بداية القلاقل والسخط على حكم عثمان بسبب شخص يدعى عبد الله بن سبأ. ويعرفه أهل السنة على أنه من يهود صنعاء ومعروف بابن السوداء، أظهر الإسلام ووقف موقف العلماء، حاول التأثير في الأعراب والأمصار والذين دانوا حديثاً بالإسلام. جعل يطعن في الخليفة عثمان ويقول أنه عين الولاة لقرابتهم به، وأنه حرق المصاحف بعد أن صار لعبد الله بن سبأ أتباع. ووصل الأمر إلى الخليفة فجمع أمراء الأمصار في موسم الحج سنة 34هـ وقد رأى عثمان أن يلين لهم ويؤلف قلوبهم.
في ذي الحجة من عام 35 هـ جمع المتمردون أنفسهم من البصرة، والكوفة، ومصر، وبدأوا في التوجه ناحية المدينة المنورة؛ لمطالبة عثمان بالرجوع عن موقفه، وعزل بعض الأمراء الفاسدين من بني أمية، وطلبوا مناظرة عثمان رضي الله عنه في ما وصلوا إليه من مطاعن في حقه وأظهروا أنهم أتوا للحج.
وقد قسموا أنفسهم مجموعات:
- مجموعة أهل مصر وعليهم الغافقي بن حرب وعبد الله بن سبأ.
- مجموعة أهل الكوفة وعليهم عمرو بن الأصم وزيد بن صولجان العبدي.
- مجموعة أهل البصرة وعليهم حرقوص بن زهير السعدي وحكيم بن جبلة العبدي.

وواجهوا عثمان، إلا أنه قابلهم بالحجج، وأوضح لهم موقفه، فلم يقتنعوا وتظاهروا بالطاعة والرجوع إلى بلادهم.

## معارضين

### أبو ذر الغفاري
وكان أبو ذر الغفاري رضي الله عنه من أكبر المعارضين للسياسة المالية، فكان يرى عطايا عثمان لمروان بن الحكم وأخيه الحارث، فينكر ذلك ويستنكره، وكان يتلو قول الله عز وجل: «والذين يكنزون الذهب والفضة ولا ينفقونها في سبيل الله فبشرهم بعذاب أليم»سورة التوبة  وقد شكا مروان بن الحكم إلى عثمان من قول أبي ذر، فأرسل عثمان إليه من ينهاه فقال أبو ذر: «أينهاني عثمان عن قراءة كتاب الله؟.» ولم يتوقف أبو ذر، بل ألح في نقده واستنكاره لهذه السياسات، حتى أمره عثمان بالخروج من المدينة والذهاب إلى معاوية في الشام.
وعند وصوله الشام، صار ينتقد معاوية أشد الانتقاد لجمعه المال وبناء القصور الفارهة، فانتقده بشكل كبير لبناء قصر الخضراء، وقال: "إن كنت بنيتها من مال المسلمين فهي الخيانة، وإن كنت بنيتها من مالك فهذا إسراف" وكان يقول: "ويل للأغنياء من الفقراء" حتى أصبح الناس يسمعون له ويتجمعون حوله، فخاف معاوية من أن ينقلب أهل الشام عليه فكتب إلى عثمان يشكو له أبو ذر، فأمر عثمان بأن يجلبوا له أبا ذر إلى المدينة، فلما بلغ المدينة أصبح يقول: "وبشر الأغنياء بمكاوٍ من نارٍ تُكوى بها جباههم وجنوبهم وظهورهم. وأصبح يطعن بعثمان نفسه، حتى ضاق به عثمان فنفاه خارج المدينة، إلى الربذة، فمات هناك، فإذا ركب من أهل الكوفة فيهم عبد الله بن مسعود، فسأل: «ما هذا؟»، قيل جنازة أبي ذر، فبكى ابن مسعود، وتذكر قول النبي محمد: «يرحم الله أبا ذر، يمشي وحده، ويموت وحده، ويبعث وحده». فصلى عليه، وألحده بنفسه.

### عمار بن ياسر
اشترك عمار مع جماعة من أصحاب النبي في كتابةِ كتابٍ يلومون فيه عثمان، وكان عمار هو من تجرأ على حمله والذهاب به إلى عثمان. فقرأ عثمان جزءً منه، وكان شيخًا كبيراً. وعندما مات أبو ذر منفياً في الصحراء، حزن عليه عمار، وأصبح يلوم عثمان، فغضب عثمان وأمر بنفيه إلى الربذة كما نفى أبا ذر. فغضب لذلك علي بن أبي طالب فأقبل على عثمان ولامه بنفي أبي ذر، وطلب منه أن يترك عماراً ويتراجع عن قراره. حتى تشاجرا، وكاد أن ينفيه هو أيضاً قائلا له: ما أنت بأفضل من عمار، وما أنت أقل استحقاق للنفي منه" وبعد وساطة المهاجرين ووجهاء المدينة تراجع عن قرار النفي بخصوص عمار وعلي.
لكن تلك الحادثة أنكرها العديد من الفقهاء: فمن حيث سند الرواية، الحديث الذي يستند عليه في تلك الرواية مروي عن سالم بن أبي الجعد وهو ضعيف السند.  إلا أنّ الإمام الذهبي وثّقه وقال أن أحاديثه مخرجة في الكتب الستة، ثم قال أنه مدلس  قال عنه ابن سعد: «كان ثقة، له أحاديث صالحة»  وقد وثّقه يحيى بن معين وأبو زرعة الرازي والنسائي، كما روى له الجماعة.
وأما الرواية الأخرى ففيها الأعمش عداه في صغار التابعين، لم يدرك عثمان ولا علياً ولا عماراً؛ وقد وضح ذلك ابن عبد ربه في كتابه العقد الفريد.

### طلحة بن عبيد الله
كان طلحة أحد اغنياء المدينة ومن أكبر أعلامها. اختاره عمر ليكون أحد أعضاء المجلس الذي اختاره لينصب الخليفة من بعده. إلا أنه لم يشارك في اختيار الخليفة، حيث كان مسافراً خارج المدينة عندما توفي عمر، فأرسلوا له يستعجلوه فأقبل إلى المدينة مسرعاً، ولكن كانت بيعة عثمان قد تمت. وقد أغضبه ذلك فجلس في داره ولم يبايع عثمان.
إلا أن مساعي عبد الرحمن بن عوف وعثمان نفسه قد انتهت بقبول طلحة ومبايعته لعثمان بالخلافة. وكانت هناك علاقات تجارية تربط الطرفين، -لذا- فإن الأمور استقامت بينهما سريعا.

## مقتل عثمان
وكانت المعارضة تشتد في الولايات وتصل أصداؤها إلى المدينة، وتشتد في المدينة فيصل أصداؤها إلى الولايات البعيدة فتزداد جرأة، حتى كتب أصحاب الرسول المقيمين في المدينة إلى أصحابهم خارج المدينة بالقدوم إليها لتصحيح ما اعوج من أمور الخلافة. فتكاثر الناس واجتمعوا في المدينة سنة 34 هـ، ولاموا عثمان على سياسته، ثم كلفوا الإمام علي بن أبي طالب أن يدخل على عثمان فيكلمه. فدخل عليه وقال له بعد أن مدحه كلاماً منه: «تعلم يا عثمان أن أفضل عباد الله عند الله إمام عادل، هُدي وهَدى، فأقام سنة معلومة، وأمات بدعة متروكة، فوالله إنَّ كُلّاً لبَيِّن، وإن السنن لقائمة لها أعلام، وإن البدع لقائمة لها أعلام، وان شر الناس عند الله إمام جائر، ضَلَّ وضُلَّ به، فأمات سنة معلومة، وأحيا بدعةً متروكة».
خطب بعد هذه المقابلة عثمان في الناس ينذرهم ويحذرهم ثم ذهب إلى بعض من اللين، ولكنه بقى على موقفه، ورغم أن علي بن أبي طالب لم يكن راضياً على ما كان يفعله عثمان، إلا أنه وضع في ذلك اليوم ولديه الحسن والحسين أمام بيت عثمان ليقوموا بحمايته. أرسل بعدها عثمان يطلب قدوم معاوية وعبد الله بن أبي سرح وعبد الله بن عامر وسعيد بن العاص إلى المدينة للاجتماع بهم.
فاستشارهم عثمان عند قدومهم في كيفية التعامل مع المعارضة، فأشار له معاوية بأن يترك التعامل مع المعارضة على عاتق العمال (حكام الأقاليم) وأشار له سعيد بقتل قادة المعارضة وأشار له عبد الله بن أبي سرح بأن يرشوهم من المال ليسكتوا، وأشار إليه عبد الله بن عامر أن يشغل المسلمين في الحرب والفتوحات الإسلامية. فعمل عثمان براي عبد الله بن عامر.
وما إن دخل عام 35 هـ ثار أهل الكوفة على حاكمهم سعيد (كما ذكرنا) وطلبوا أن يولى عليهم أبو موسى الاشعري. وظهر للناس بأن الثورة هي الطريق الوحيد لتنفيذ مطالبهم.
ولم يكن للمصريين حل سوى أن يرسلوا وفداً إلى المدينة يطلبون فيه من عثمان كف عماله عن التسلط على رقاب المسلمين ومُقدّراتهم. فخرجوا ب 35 وفداً ضخماً في رجب من عام 35هـ يظهرون أنهم يريدون العمرة. فأرسل لهم عثمان جماعة من المهاجرين والأنصار على رأسهم علي بن أبي طالب ومحمد بن مسلمة الأنصاري ليلتقوا بهم في قريةٍ خارج المدينة. فخرج لهم علي ومن معه فوعدهم على لسان عثمان أن ينفذ مطالبهم، وقدم وفد منهم إلى عثمان في داخل المدينة، فخطب بهم وأثنى عليهم وأعطى التوبة واستغفر الله، وبكى وبكى الناس ورضوا بما قطعه عثمان على نفسه من عهود. وغادر وفد المصريين المدينة عائدين إلى ديارهم.
وما إن عادت وفود المصريين إلى مصر حتى تلقاهم عبد الله بن أبي سرح بعد أن عرف بأمرهم، فضرب رجلا منهم فقتله (كما قدمنا) ومرت الأيام بدون أن يعزل عبد الله بن أبي سرح فتواعد المصريون مع أهل الكوفة والبصرة للقدوم إلى المدينة بعد أن استيأسوا من وفاء الخليفة بعهوده. فتحركوا في شوال من نفس السنة صوب المدينة. وما إن وصلت وفود المعارضين إلى ضواحي المدينة، طلب عثمان من علي أن يخرج لهم فأبى، وأبى كذلك محمد بن مسلمة وقال: لا أكذب الله في السنة مرتين.
وانتهى الأمر بعزل ابن أبي سرح، وتولية محمد بن أبي بكر، فأرسله إلى مصر، ومعه جمع من الصحابة، وعندما كان محمد بن أبي بكر ومن معه في الطريق إلى مصر. فأزعجهم رجل يركب بعيراً فأوقفوه بعد أن شكُّوا فيه، وظهر أنه مبعوث من عثمان إلى والي مصر، ويحمل معه كتاباً له، ففتحوا الكتاب المختوم، وفي الكتاب أمراً من الخليفة إلى عبد الله بن أبي سرح يدعوه فيه إلى قتل المعارضين الذين قدموا إلى المدينة، وقيل أن حامل الرسالة هذه هو أبو الأعور السلمي.
فأرسل المصريون إلى أهل العراق الذين تفرقوا عنهم يرجعوهم إلى المدينة، ودخلوا المدينة بسرعة حتى فاجئوا من فيها، فذهبوا إلى عثمان وقالوا له: هل هذا غلامك (يقصدون حامل الكتاب)؟ فقال: نعم إنه غلامي انطلق بغير علمي. قالوا: هل هذا جملك؟ قال: أخذه من الدار بغير أمري. قالوا: هل هذا خاتمك؟ فقال: نقش عليه. فقالوا له إن لم تكتب أنت الكتاب فسلمنا من كتبه.
وهنا ارتفعت مطالب المعارضين الذين تحولوا إلى ثوار فطالبوا بأن يعزل عثمان نفسه، وأن يولي كبارُ صحابة المسلمين خليفةً جديداً بدلاً عنه. فرفض عثمان ذلك، وما كان من الثوار إلا الاعتصام في المدينة حتى تنفذ مطالبهم، وكانوا خلال ذلك لا يضايقون عثمان وكانوا يصلون وراءه.
حتى كتب عثمان إلى عماله كتاباً يدعوهم فيه إلى إرسال مقاتلين حتى ينصروه على الثوار، فعلم الثوار بأمر الكتاب، فبدأ الحصار، وتغيرت معه سيرتهم مع عثمان. فخرج عثمان على المنبر يلعن الثوار، فتشاجر القوم بالأيدي، حتى ضُرِب عثمان، فسقط مغشياً عليه، وحمل إلى بيته، وضرب الثوار حصاراً على بيته ومنعوه من الخروج منه.
ثم أخذت الأمور تصل إلى حدتها بالتأزم عندما قُتل أحد الثوار وهو «نيار بن عياض الأسلمي» عندما رمى أحدُ المحاصَرين من داخل دار عثمان سهماً نحوه. فقالوا لعثمان عند ذلك: ادفع إلينا قاتل نيار بن عياض فلنقتله به، فقال: لم أكن لأقتل رجلاً نصرني وأنتم تريدون قتلي. حتى بلغ الأمر ذروته فاقتحم الثائرون الدار، وتشابكوا مع أهله، فأصابوا عبد الله بن الزبير بجراحات كثيرة، وصُرع مروان بن الحكم حتى اعتقدوا أنه مات، ودخلوا على عثمان فقتلوه. في يوم الجمعة 18 من ذي الحجة سنة 35هـ، ودفن بـالبقيع.

## شخصية حمران بن أبان

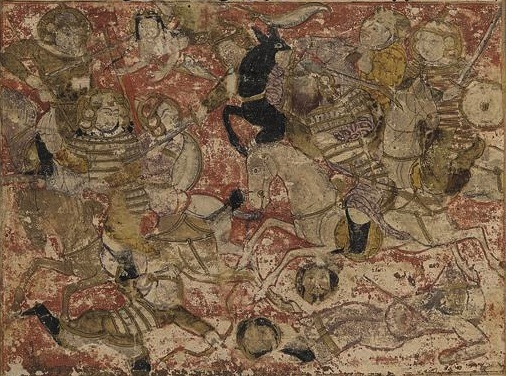
تاريخ بلعمي - معركة صفين

في غمار الأحداث المتلاحقة لفتنة مقتل عثمان؛ كانت هنالك شخصية تُشير إليها كثيرٌ من الحلقات المفقودة، و تدلل على وجودها أفعالُها، دون أن يظهر اسم صاحب هذه الشخصية، وهو حمران بن أبان مولى عثمان (كان يهودياً اسمه «طويدا» ولقبه طورط [أو طويط] فاسلم. واسم أبيه «أَبَّا» ولكنه ادعى أن اسم أبيه «أبان» (أي ادعى عروبة اسم أبيه)، وأن نسبه يعود لقبيلة النمري العربية التي تسكن جنوب العراق، فعندما تم أخذه مع السبايا في معركة عين التمر من ضمن 30 غلاماً من كنيس لليهود كانوا يتعلمون فيه؛ ادعى أنه من نصارى العرب؛ ولكن عندما تم الكشف عليهم؛ وجدوهم جميعاً مختـونـين، دليل على يهوديتهم، بعكس ادعاءِه، وتم بعد ذلك جلبهم إلى المدينة المنورة، ودخلوها سنة 12 للهجرة النبوية  فاشتراه عثمان ولم يكن قد صار خليفة بعد، وأسلم على يديه، وحَفَّظَه القرآن الكريم وعلوم الشرع، وأصبح فيما بعد - يعني عندما أصبح عثمان خليفة- يقف خلفه في الصلاة ويصحح له التلاوة، واتّخذه عثمان كاتباً وحاجباً، حتى صار خاتم عثمان عنده. فكان من المقربين الأقربين منه لإسلامه على يديه.
وقد كان عمر الفاروق قد حذر من بقاء هؤلاء الغلمان الأعاجم غير المسلمين في المدينة المنورة، وطالب بإخراجهم مراراً، ولكنه لم يستطع ذلك لتمسك الناس بخدماتهم المميزة، ومنهم أبو لؤلؤة الذي قتل عمر نفسه، غير أن حمران بن أبان تميز عليهم جميعاً بإسلامه وحسن تدينه، إلّأ أنه كان قد ارتكب من الأخطاء والكبائر -والتي يُـعَد بعضها من الخيانة العظمى- الكفيلة بجعله محل نظر وتساؤل، لو كان هنالك مدقق، ومنها ما يلي:
1- أنه كسر محرماً تشريعياً، هو من الكبائر، وهو أنه: «تزوج امرأة في عدتها، ففرق عثمان بينهما، وجلده، ونفاه إلى البصرة فترة».
2- أن عثمان بعثه إلى الكوفة ليسأل عن واليها [الوليد بن عقبة] فكذب في جوابه، وذهب بدلاً من ذلك إلى والي البصرة، فأخرجه عثمان من جواره. وفي نص آخر: فغضب عليه لأنه كان وجَّهَهُ للمساءلة فيما رُفع لعثمان بن عفان من رعية والي الكوفة الوليد بن عقبة بن أبي مِعْيَط، فارتشى منه، ونفى مضمون الشكوى، وكذّب ما قاله الرعية عنه، وزكّاه عند الخليفة، ثم تبين للخليفة كذب حمران بن أبان، وتيقن من صحّة الدعوى ضد الوليد، فوجد عليه، وقال: لا تساكنني في المدينة أبداً، وخيّره بلداً يسكنه غير المدينة، فاختار البصرة، وسأله أن يعطيه داراً بها، وطالب بأراضٍ وعقارات كثيرة، فاستكثرها عثمان، وقال لابن عامر (والي عثمان على البصرة): أعطه داراً مثل بعض دورك، (وكان ابن عامر يعرف مكانة حمران في نفس عثمان، وظنها لحظة غضب وستزول) فأعطاه داره التي بالبصرة. فكانت من والي البصرة بمثابة مكافأة، وليست بمثابة عقوبة، وذلك لكبر مساحتها، ولموقعها المميز من المسجد الجامع بالبصرة، فهي إحدى واجهاته.
3- أنه لما مرض عثمان مرضاً شديداً وتوقع الوفاة، دعا حمران بن أبان وكتب عهداً لمن بعده، وترك موضع الاسم فارغاً، ثم كتب [عثمان] بيده: عبد الرحمن بن عوف، وربطه، وبعث به إلى أم حبيبة بنت أبي سفيان، فقرأه حمران في الطريق، فذهب إلى عبد الرحمن بن عوف فأخبره. فغضب عبد الرحمن غضباً شديداً وقال: أنا أُزكّيه علانية؛ وهو يُزكّيني سرّاً؟ وانتشر الخبر في المدينة، فعلم بنو أمية، فغضبوا أيضاً على عثمان لترشيحه خليفةً من بعده من غيرهم، فدعا عثمان مولاه حمران، فجلده مائة جلدة، وأعاده إلى البصرة مرة ثانية. وكانت هذه الفعلة سبباً للفرقة بين عثمان بن عفان وعبد الرحمن بن عوف، وسبباً لعدم حسم اسم مرشح الخليفة التالي للمسلمين وازدياد الشقاق والفتنة.
4- موقفه -فيما بعد- سنة 41هـ - عندما اصطلح المسلمون وانتهت الفتنة بالصلح بين الحسن بن علي بن أبي طالب وبين معاوية، وتنازل الحسن عن الخلافة لمعاوية. واستتب الأمن، وانتهى الخلاف، ولم يرفض أحد من المسلمين من جميع الطوائف والمذاهب والفرق هذا الصلح (ولا يستطيعون ذلك؛ لأن صاحب الولاية الحسن؛ تنازل برغبته عن الولاية لمعاوية) إلّا حمران بن أبان مولى عثمان، رفض الاتفاقية، ونادى بالبيعة للحسين، واستولى على البصرة، وخلد اسمه بقيامه بإصدار مصكوكة باسمه (عملة) لا زالت موجودة حتى اليوم في المقتنيات الأثرية لمكتبة حسين ملك في طهران بإيران. فبعث معاوية جيشاً لقتاله، فتفرق أتباعه واختفوا، واستتب الأمر لمعاوية. وليس مجال لذكرها هُنا، إلّا للاستدلال على دوره المستمر في إثارة الفتن، وعلى دوره الخبيء في فتنة مقتل عثمان.
5- جاء في البدء والتاريخ: لما أعطى عثمان القوم [أي المصريين] ما أرادوا، قال مروان بن الحكم لحمران بن أبان كاتب عثمان ـ فكان خاتم عثمان مع مروان بن الحكم ـ: إن هذا الشيخ قد وهن وخرف، وقم فاكتب إلى ابن أبي سرح أن يضرب أعناق من ألب على عثمان، ففعلا.
قام أحد مؤرخي الشيعة وهو علي الشهرستاني؛ بمحاولة للإنصاف، فقال بعد ذكره هذين النصين: " أحتمل بأن يكون حمران بن أبان وراء فتنة مقتل عثمان، لأن حمران هو الذي كتب إلى والي عثمان بأن يقتل الثائرين على عثمان حين رجوعهم إلى مصر، بدون عِلم عثمان. كما أنه رَجَّـح من خلال النصوص إلى أن دور حمران في مقتل عثمان يغلب على ما قيل في دور عبد الله بن سبأ في اشتعال الفتنة ضد عثمان، بل قوّى احتماله بفقدان اسمه ضمن المدافعين عن عثمان بن عفان يوم الدار، مع لزوم كونه عنده في المدينة لتسارع الأحداث، بل قد يكون هو من رمى من داخل دار عثمان سهماً فقتل به أحد المجتمعين خارجها -كما مر معنا- ويعود رفض عثمان لتسليمه للمطالبين بالقصاص من القاتل، لِحسْن ظنه به، ولقربه منه، ولمعزته له. وكذلك عدم وجود دور له في الوقائع التي حدثت بعد مقتل عثمان: الجمل، صفين، النهروان، لا مع علي بن أبي طالب ولا مع عائشة ولا مع معاوية، ووجود دور له وظهور اسمه فقط بعد مقتل علي وصلح الحسن، فشخصية حمران بنظره هي أخطر من شخصية عبد الله بن سبأ.

## الفتنة الكبرى
بويع علي بن أبي طالب للخلافة بالمدينة المنورة في اليوم التالي لمقتل عثمان، فبايعه أغلب من كان في المدينة من الصحابة والتابعين. يُروى أنه كان كارهاً للخلافة في البداية، واقترح أن يكون وزيرا أو مستشاراً إلا أن بعض الصحابة حاولوا إقناعه. وانتقل عليٌ إلى الكوفة ونقل عاصمة الخلافة إلى هناك.
رأى عليٌ تأجيل تنفيذ القصاص حتى تستقر الأمور في المدينة، وكان كثير من الصحابة مع عليٍ في رأيه، ولكن كان هناك مجموعتان يرون رأيًا مخالفًا؛ فكانوا يرون وجوب القصاص الفوري من قتلة عثمان، 
- الفريق الأول: يضم السيدة عائشة، وطلحة بن عبيد الله، والزبير بن العوام.
- الفريق الثاني: يضم معاوية بن أبي سفيان والي الشام من قِبَل عثمان، والذي يعتبر نفسه وَلِيَّ دمه؛ لأنه من بني أمية مثله.

### موقعة الجمل
في شهر جمادى الآخرة سنة 36هـ خرج الفريق الذي يضم عائشة والزبير وطلحة من المدينة إلى البصرة، فقرَّرَ علي بدلاً من المسير إلى أهل الشام؛ أن يتجه إلى البصرة ليردهم إلى المدينة، ولكنَّ الحسن بن علي.
لاحت بشائر الصلح، وذَكَر الزبير بقول النبي صلى الله عليه وسلم: [ لتقاتلنه، وأنت ظالم له..] وتذكر الزبير ذلك وأراد الصلح، فلما علم المتأمرون ببوادر الصلح قاموا بالاختلاط بين الناس في المعسكرين، وهيجوا الناس على القتال قبل أن يصطلحوا.
فالتحم الجيشان، واشتدت المعركة أمام الجمل الذي عليه هودج عائشة.
انتهى القتال وانتهت الفتنة جزئياً، وبقيت مشكلة معاوية.

### معركة صفين
في محرم سنة 37هـ أراد علي أن يعزل معاوية من ولاية الشام، فخرج إليه بجيشه، وبعث إلى معاوية يبين حجته، إلا أن هذا لم يُجدِ نفعاً، فدار القتال عند صفين، وقُتِل عمار بن ياسر على يد جيش معاوية، وقد قال فيه النبي صلى الله عليه وسلم: «ويح عمّار تقتله الفئة الباغية، يدعوهم إلى الجنة ويدعونه إلى النار، وذاك دأب الأشقياء الفجار»، وكاد معاوية أن يهزم فرفع جيشه المصاحف وطلب التحكيم.
شعر عليٌ أنها خديعة، إلا أن أصحابه أهل الكوفة أصروا على قبول التحكيم فقبل به.

### التحكيم
اجتمع الحكمان في دومة الجندل، كان عمرو بن العاص المفاوض من قبل جيش معاوية بن أبي سفيان، وكان أبو موسى الأشعري المفاوض من قبل جيش علي بن أبي طالب. فكتبت صحيفة التحكيم وتوقف القتال وأذن على بالرحيل إلى الكوفة، وتحرك معاوية بجيشه نحو الشام.

### ظهورالخوارج
انشق مجموعة من جيش علي بن أبي طالب يبلغ عددهم (12000) يرفضون التحكيم من أساسه، مع أنهم هم الذين فرضوه عليه، وكَفّروا علياً. ناظرهم عليٌ وفقهاءُ الصحابة لكنهم لم يسمعوا لأحد.
- في سنة 38 هـ اجتمع الخوارج في مكان يسمى النهروان، قاتلهم علي بعد ما فشلت معهم الحجة فقتل منهم الكثير وفر منه طائفة وانقسموا بعد ذلك إلى 20 فرقة.
- في سنة 40 هـ رصد الخوارج ثلاثة منهم ليقتلوا معاوية وعلياً وعمرو بن العاص بيد أنهم لم ينجحوا إلا في مقتل الخليفة علي .

### مقتل الخليفة
في 17 رمضان سنة 40 هـ تربص اثنان من الخوارج بعلي عند خروجه كعادته ليوقظ الناس قبيل صلاة الفجر للصلاة، فقتلوه وهو يصلي بالمحراب فصاح قائلاً: «فزت ورب الكعبة».

## الأثر
كان لهذه المعارك أثر كبير في تحويل المسار في التاريخ الإسلامي، فتسببت لأول مرة بتوقف الفتوحات وانشغال المسلمين بقتال بعضهم البعض، كما تسببت ببداية النزاع المذهبي بين المسلمين، فبرز الخوارج كما برزت السبئية وأبرز تحولات هذا المسار قيام الدولة الأموية ذات الخلافة الوراثيَّة الملكية.